# Caproni Ca.2
Cet article concerne l'avion de 1911. Pour le bombardier de la Première Guerre mondiale, voir Caproni Ca.32/Ca.2 (1915).
Le Caproni Ca.2 est le deuxième avion expérimental conçu et réalisé par le pionnier de l'aviation italienne Giovanni Battista Caproni, en 1911.
Comme son prédécesseur le Caproni Ca.1, c'est un biplan avec un fuselage treillis et un empennage en queue. Le moteur était complètement différent, le moteur Miller avec une double hélice était ici remplacés par un moteur Rebus avec une hélice simple. L'aéronef vola une seule fois le 12 août 1910 à Malpensa, dans la brande de Somma Lombardo. Il s'écrasa lors de l'atterrissage, sans conséquence pour le pilote.

## Histoire du projet
Après l'accident à l'atterrissage qui a endommagé le Caproni Ca.1 et qui n'a jamais plus volé, l'équipe de Giovanni Battista Caproni se met au travail pour construire un nouvel aéronef qui, suivant la logique rigoureuse de son concepteur, sera baptisé Caproni Ca.2, sans pour autant abandonner le Ca.1 dont la remise en état avait commencé. Le 23 juillet 1910, une tornade fit s'envoler le toit du hangar qui abritait les deux aéronefs, l'un en réparation et l'autre en cours de construction. Les deux avions furent gravement endommagés. Il fallut réparer le hangar avant de reprendre les travaux sur les avions. Ce n'est qu'à la mi août que Ugo Tabacchi, apprenti et malheureux pilote a pu reprendre sa formation au pilotage d'un avion et la construction du futur Ca.2 a été terminée.

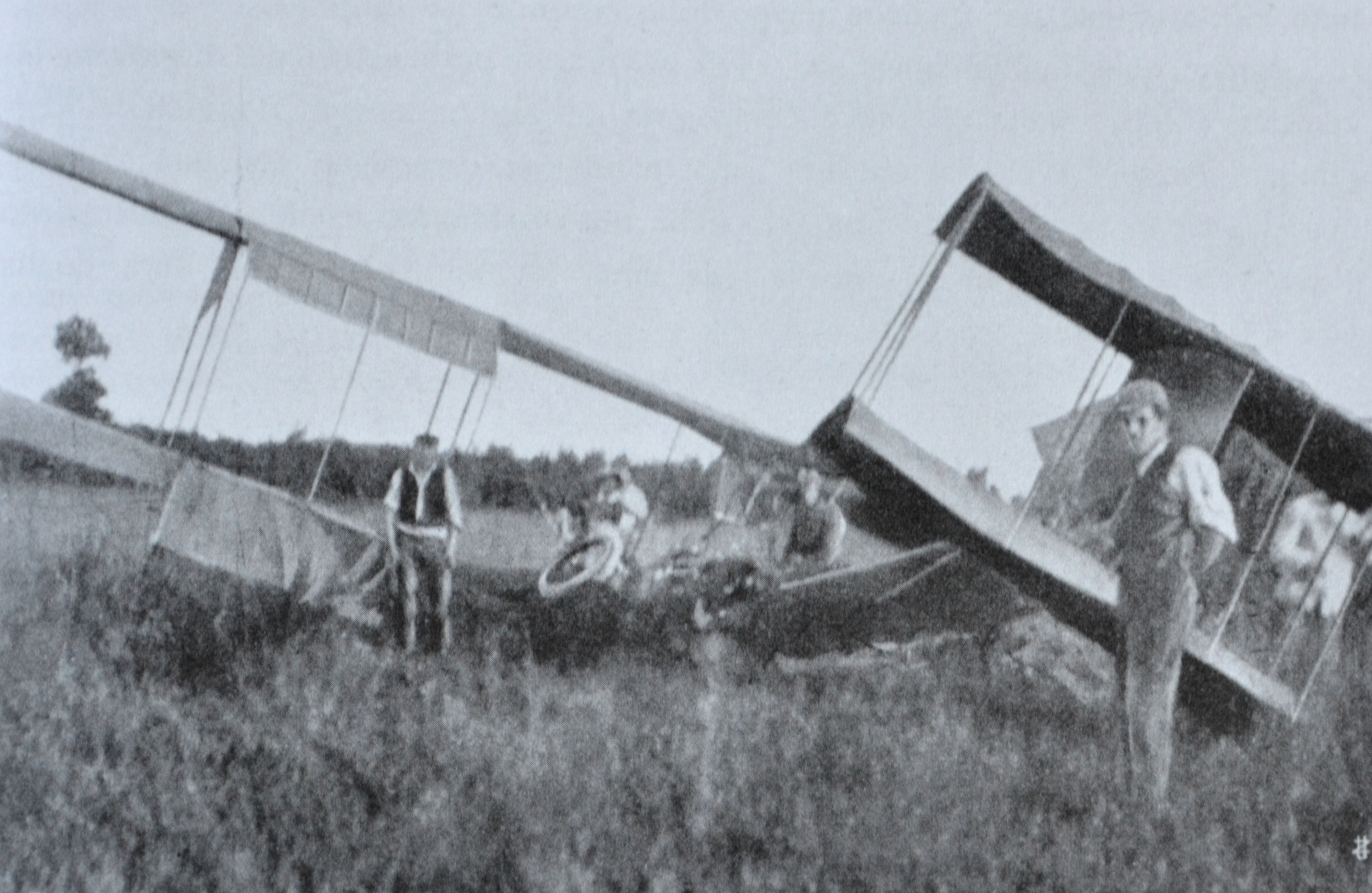
Le Caproni Ca.2 après son crash à l'atterrissage lors du premier vol

## Technique
L'aéronef Caproni Ca.2 était très semblable au précédent Caproni Ca.1, dont il dérivait et conservait les dimensions, la configuration et la structure. Ses différences devaient être recherchées dans le moteur et l'hélice. Le moteur Miller 4 cylindres qui était monté sur le Ca.1, développant 25 ch, a été remplacé par un nouveau moteur construit par les ingénieurs milanais d'une toute nouvelle entreprise, Rebus, un moteur 4 cylindres en ligne développant 50 ch et dont la fiabilité était bien meilleure. La transmission par chaîne qui actionnait les deux hélices bipales tournant en sens contraire du Ca.1 a été remplacée par une solution plus simple, une hélice en prise directe sur l'arbre moteur,.
Le 12 août 1910, l'aéronef Caproni Ca.2 est sorti du hangar de fabrication et traîné jusqu'à la zone presque plane sans trop d'arbres et dégagée d'où il devrait décoller, près de la ville de Gallarate. Pour cet exploit, un certain nombre de curieux qui voulaient être témoins de l'évènement étaient présents à la lisière du terrain. Ugo Tabacchi, la personne qui s'était déjà dévouée pour piloter le Ca.1 quelques mois auparavant, s'installa aux commandes et arriva à décoller. Il fit un vol assez long ce qui lui a permis de s'élever à une altitude record de 50 mètres. Mais à nouveau l'atterrissage fut très laborieux, toujours en raison de son manque d'expérience. Le biplan fut assez sérieusement endommagé sans que le pilote soit touché. Contrairement au Ca.1, le Ca.2 ne sera pas réparé, l'équipe de Caproni s'engagea dans la construction d'un troisième aéronef, un sesquiplan, le Caproni Ca.3,.